# ممثلية سويسرا في رام الله
مكتب ممثلية سويسرا في رام الله هي الممثلية الدبلوماسية العُليا السويسرية لدى دولة فلسطين. تقع الممثلية في مدينة البيرة.

## قائمة الممثلون
| الترتيب | رئيس البعثة الدبلوماسية | تاريخ الاعتماد الدبلوماسي | تاريخ الانتهاء | رئيس الاتحاد السويسري                     | رئيس دولة فلسطين | ملاحظات                                                    |
| ------- | ----------------------- | ------------------------- | -------------- | ----------------------------------------- | ---------------- | ---------------------------------------------------------- |
| 1       | آنيك تونتي              | 1994                      |                |                                           | ياسر عرفات       |                                                            |
|         | اندريه سيمدني           | 28 مايو 2006              |                |                                           | محمود عباس       |                                                            |
|         | بول جارنييه             | 5 سبتمبر 2013             |                |                                           | محمود عباس       |                                                            |
|         | فيكتور فافريكا          | 16 يونيو 2020             | 24 يوليو 2022  | سيمونيتا سوماروغاغي بارميلينإجنازيو كاسيس | محمود عباس       |                                                            |
|         | آن- ليز كاتان هينين     | 11 أغسطس 2022             | لا تزال        | إجنازيو كاسيس                             | محمود عباس       | سلمت أوراق اعتمادها إلى الرئيس الفلسطيني في 1 سبتمبر 2022. |

## وصلات خارجية
- الموقع الرسمي